# Carlo Crivelli
Carlo Crivelli (h. 1435 - h. 1495) fue un pintor italiano del Quattrocento, por tanto situado cronológicamente dentro del primer Renacimiento, pero con una sensibilidad decorativa propia todavía del Gótico tardío. Pasó sus primeros años en el Veneto, donde absorbió las influencias de Vivarini, Squarcione y Mantegna, y realizó la mayor parte de su obra en la Marca de Ancona, donde desarrolló un estilo distintivo personal que contrasta con su contemporáneo veneciano Giovanni Bellini.

## Biografía
Crivelli nació en los años 1430 en Venecia. Las únicas fechas que pueden darse como ciertas sobre su vida como pintor son 1468 y 1493: estos son, respectivamente, el primer y último año firmados en sus cuadros; el primero en un retablo para la iglesia de San Silvestro en Massa cerca de Fermo, y el último en un cuadro en la colección Oggioni en Milán.
Aunque nació en Venecia, Crivelli parece haber trabajado sobre todo en la marca de Ancona, especialmente en Ascoli y alrededores; sólo hay dos cuadros en Venecia, en la iglesia de San Sebastiano. Se dice que estudió con Jacobello del Fiore, quien está documentado en fecha tan temprana como 1436; en aquella época Crivelli probablemente era sólo un niño. También estudió en la escuela de Vivarini en Venecia, luego dejó Venecia, inicialmente, según se cree en general, para ir a Padua, donde se considera que trabajó en el taller de Francesco Squarcione y luego fue a Zara en Dalmacia (hoy parte de Croacia, pero entonces territorio veneciano) en 1459, a lo que siguió un problema legal después del cual fue sentenciado a prisión durante seis meses por haber tenido relaciones con una mujer casada, Tarsia Cortese, esposa de un marinero. 
El artista siempre firmó con una variante de «Carlo Crivelli de Venecia», como «Carolus Crivellus Venetus»; desde 1490 añadió el título «Miles», habiendo sido para entonces nombrado caballero (Cavaliere) por Fernando II de Nápoles. Pintó sólo al temple, a pesar de la creciente popularidad del óleo durante su vida.

## Obra

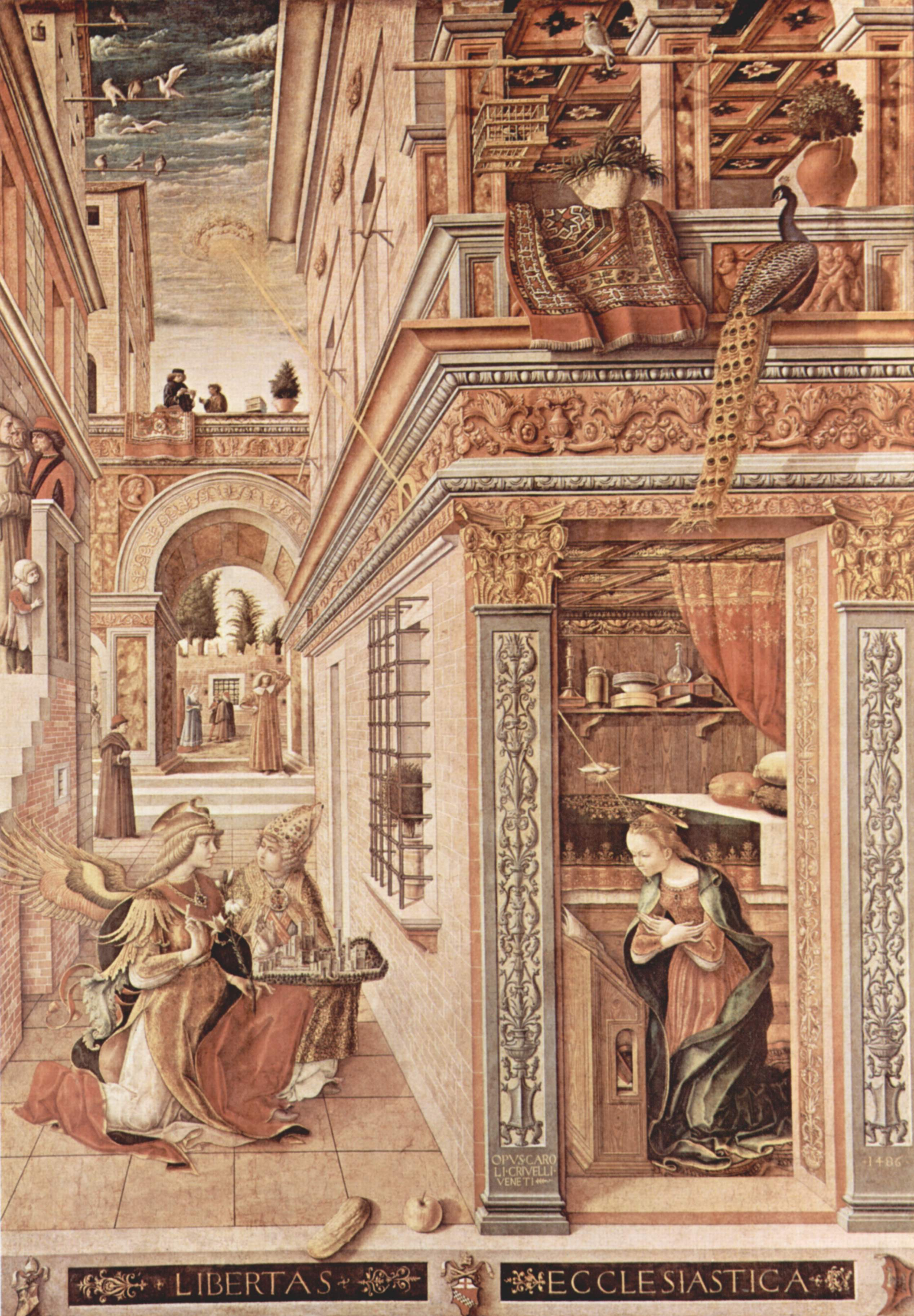
La Anunciación con San Emigdio, 1486

A diferencia de las tendencias naturalistas que crecían en la Florencia de la época, el estilo de Crivelli aún tiene ecos de la sensibilidad gótica. La ambientación urbana de sus cuadros son como joyas, llenos de elaborados detalles alegóricos. Introdujo agradables paisajes como fondo, y se sintió particularmente inclinado a colocar frutas y flores como accesorios, a menudo en festones colgantes, lo cual era característico del estudio de Padua de Francesco Squarcione, donde Crivelli pudo haber trabajado. La National Gallery de Londres tiene bastantes ejemplos de obras de Crivelli; la Anunciación con San Emidio, posiblemente su pintura más famosa, y el Beato Ferretti en éxtasis (de la misma familia que el Papa Pío IX). Otra de sus principales pinturas se encuentra en San Francesco di Matelica; en Berlín hay una Virgen con Santos (1491); en la Pinacoteca Vaticana, un Cristo muerto, y en la Pinacoteca de Brera, en Milán, la Virgen de la vela. También hay ejemplos de su obra en museos estadounidenses.
A pesar de su nacimiento veneciano, sus cuadros tienen ascendencia umbra. Crivelli es un pintor de marcada individualidad. A diferencia de Giovanni Bellini, contemporáneo suyo, sus obras no son «suaves», sino claras y definidas en su contorno, y con una sorprendente atención al detalle. Su uso de trampantojos, a menudo comparados con los de pintores del renacimiento nórdico como Rogier van der Weyden, incluye objetos que se alzan, como lágrimas, y joyas hechas de yeso. La obra de Crivelli es exclusivamente religiosa, con encargos de los franciscanos y los dominicos de Ascoli. Sus cuadros son principalmente imágenes de la Virgen con el Niño, Pietà, y los polípticos que cada vez estaban más pasados de moda en Italia, prefiriendo los compuestos por una escena única. A menudo están llenos de imágenes de sufrimiento, como las heridas abiertas en las manos de Cristo, y en su costado, y las bocas de los que se lamentan torcidas en agonía o abiertas en grito. La obra de Crivelli llena apropiadamente las necesidades espirituales de sus patronos. Estas cualidades ultra-realistas, a veces perturbadoras, a menudo han llevado a los críticos a considerar que las pinturas de Crivelli son «grotescas», como las de su contemporáneo del norte de Italia, Cosimo Tura.
Pocos artistas parecen haber trabajado con mayor unidad de propósito, o más control de sus materiales, y esto se le reconocía por el elevado número de prestigiosos encargos que recibía. Es posible que Carlo fuera de la misma familia de pintores que Donato Crivelli (cuyo trabajo está documentado en 1459, y fue también un alumno de Jacobello) - Vittorio Crivelli, con quien colaboró ocasionalmente, fue su hermano menor. Pietro Alemanno, un pintor que había viajado a Las Marcas desde Alemania o Austria, fue su alumno y colaborador. Un grupo heterogéneo de imitadores y seguidores, los crivelleschi, reflejaron en cierto modo su estilo.

## Muerte y herencia
Carlo Crivelli murió en Las Marcas probablemente en Ascoli Piceno alrededor de 1495. Su obra perdió el favor del público a su muerte y no es mencionado en las Vidas de artistas de Giorgio Vasari (que es obra muy centrada en Florencia). Tuvo una especie de renacimiento, especialmente en el Reino Unido, en la época de los pintores prerrafaelitas, algunos de los cuales, como Edward Burne-Jones admiraban a Crivelli. La admiración por su obra decayó conforme declinó la influencia prerrafaelita durante el periodo modernista, pero actualmente se le presta más atención, gracias a una serie de escritos sobre su obra y al hecho de que sus obras hayan vuelto a colgarse en la National Gallery de Londres.

## Galería

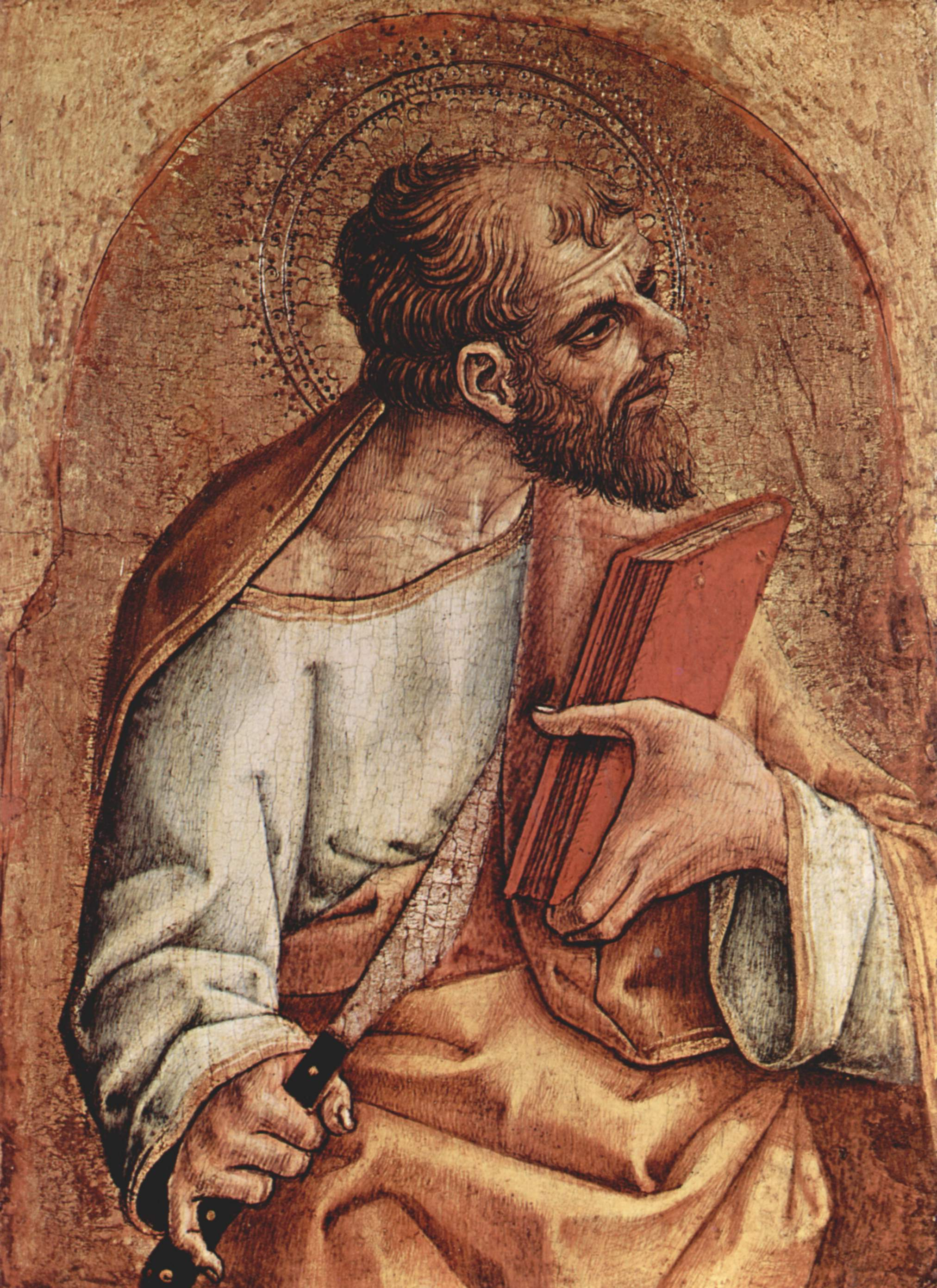
San Bartolomé.
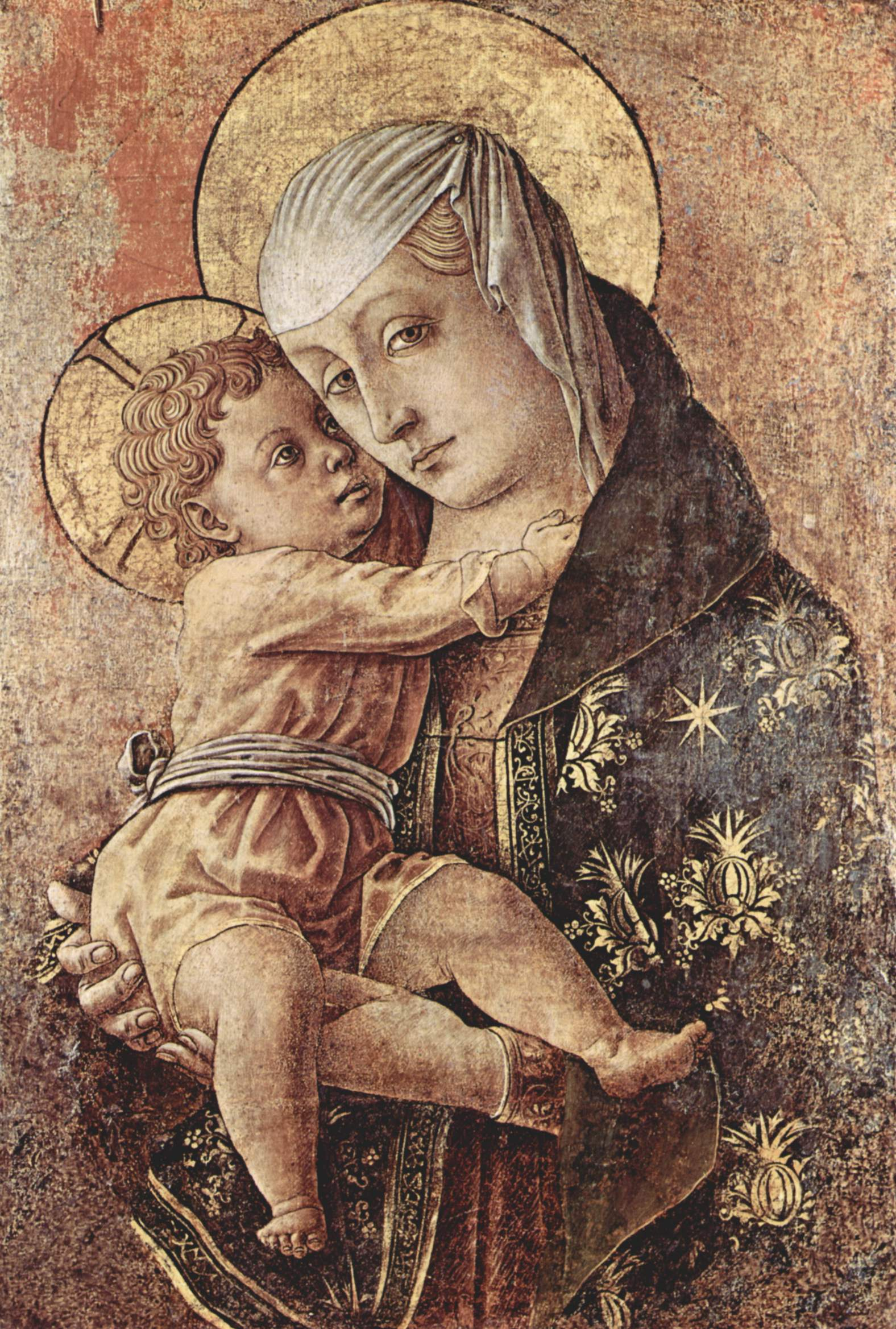
Virgen con el Niño, 1480-1486.
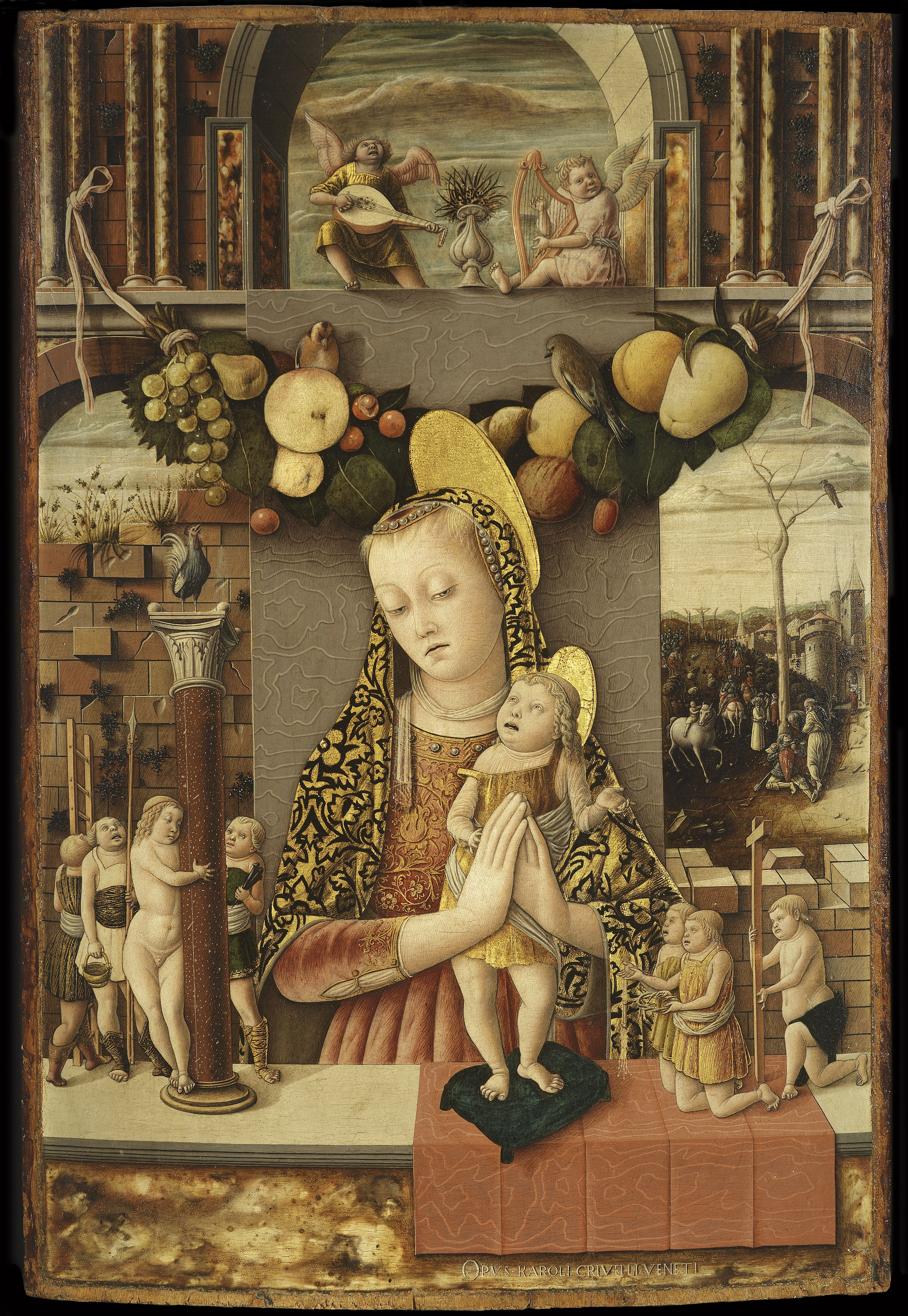
Virgen con el Niño, 1460.
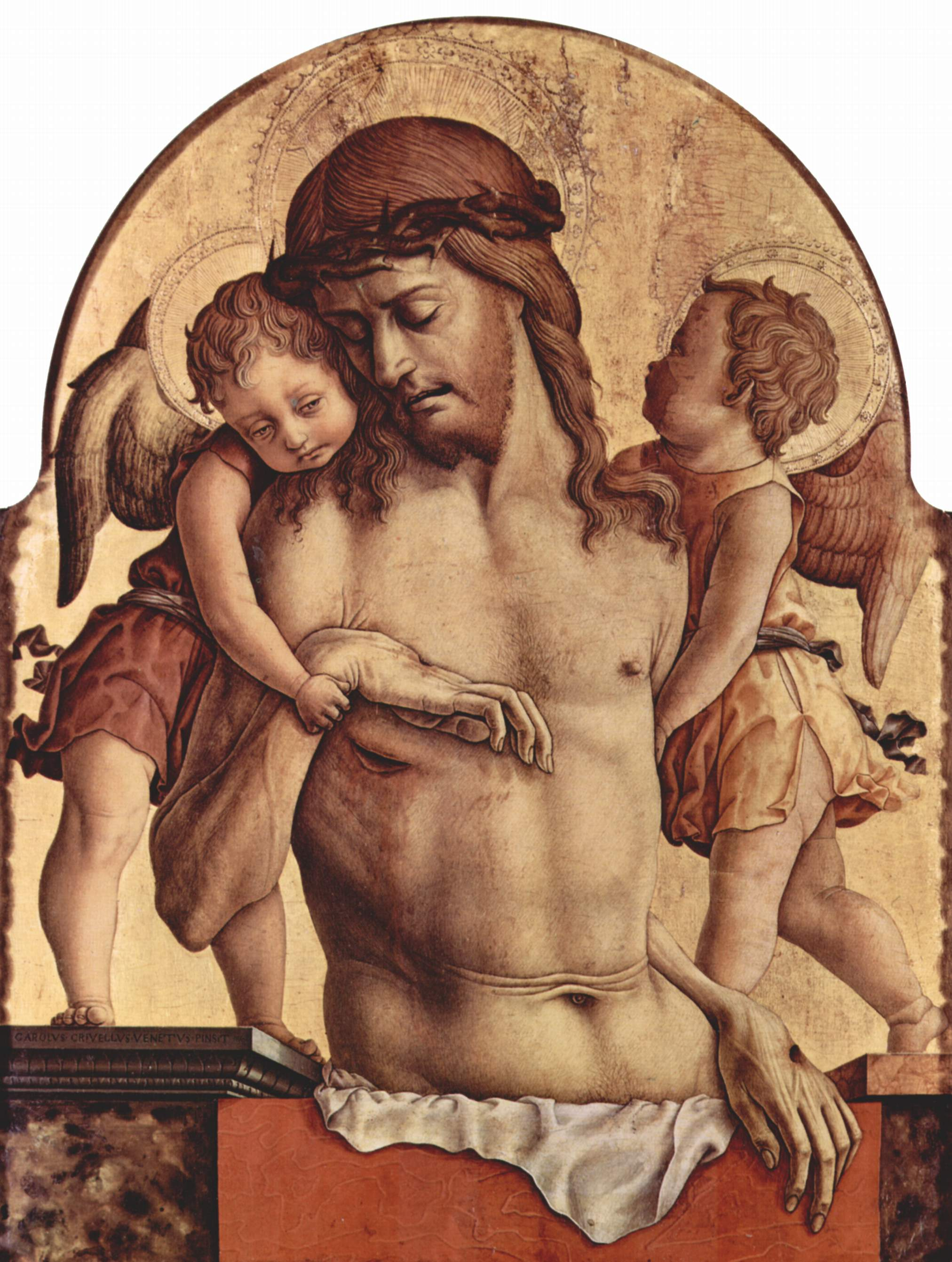
Cristo muerto.
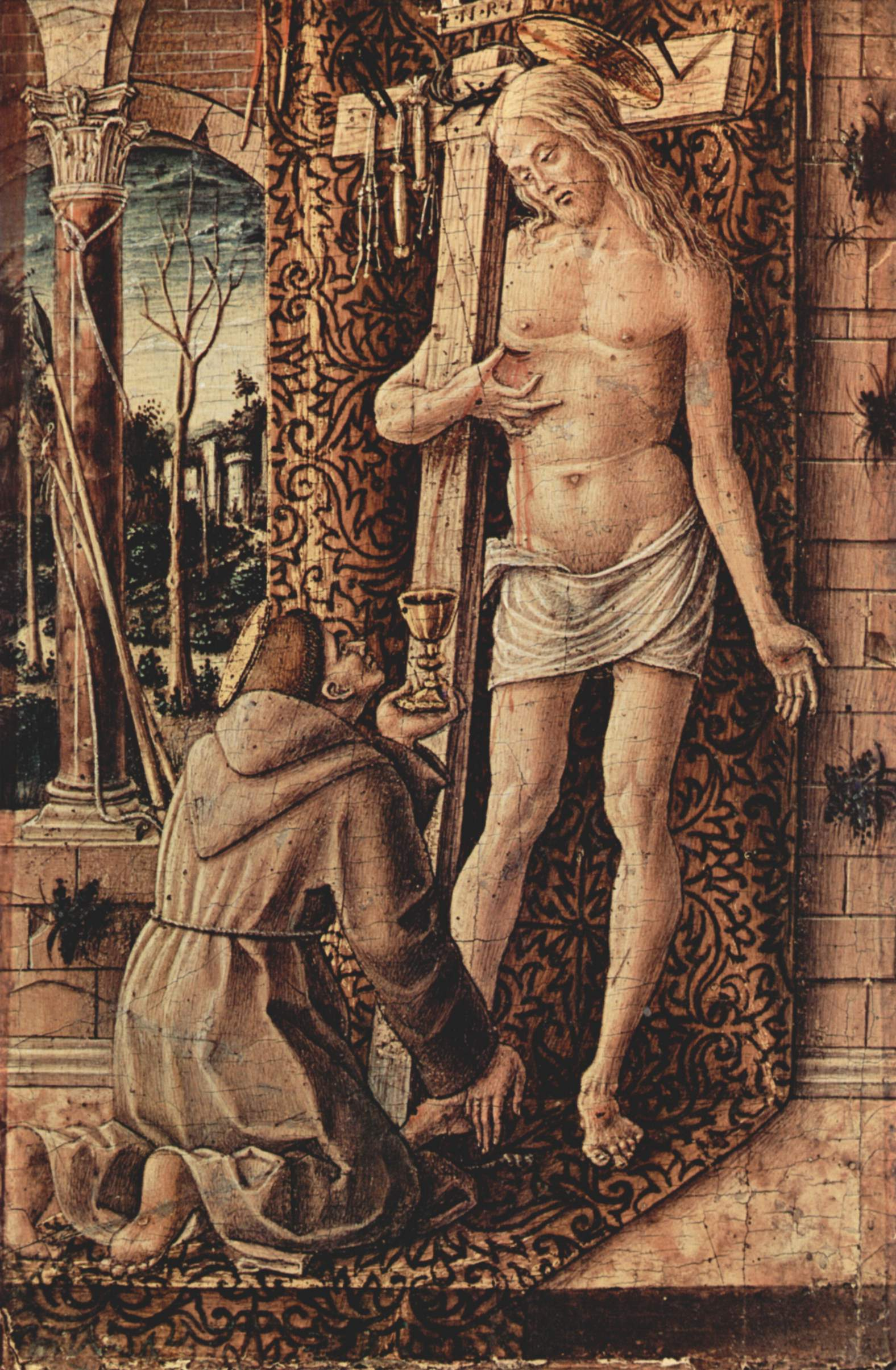
San Francisco recogiendo la sangre de Cristo.